# Rutan VariEze
Rutan VariEze je visokosposobno propelersko športno letalo s kanardi. Zasnoval ga je ameriški konstruktor Burt Rutan. Letalo se kupi v kitu in se ga sestavlja doma. S 100 konjskim motorjem Continental O-200 doseže precej višjo potovalno hitrost kot enako močna konkurenčna letala. Grajen je iz fiberglasa in ima fiksno glavni pristajalni kolesi. Prodali so več kot 400 letal. na podlagi VariEze so razvili Rutan Long-EZ.

## Specifikacije
Podatki iz Jane's All The World's Aircraft 1982–83
Splošne značilnosti
- Posadka: 1
- Število sedežev: 1 potnik
- Dolžina: 14 ft 2 in (4,32 m)
- Razpon kril: 22,21 ft (6,77 m)
- Površina kril: 53,6 sq ft (4,98 m2)
- Teža praznega letala: 580 lb (263 kg)
- Maks. vzletna teža: 1.050 lb (476 kg)
- Kapaciteta goriva: 24 ameriških galon (91 L)
- Pogon letala: 1 × Continental O-200-B 4-valjni zračnohlajeni protibatni motor, 100 hp (75 kW)

Zmogljivost
- Maks. hitrost: 195 mph (314 km/h; 169 kn) največja potovalna hitrost
- Potovalna hitrost: 165 mph (143 kn; 266 km/h)
- Hitrost pri porušitvi vzgona: 55,5 mph (48 kn; 89 km/h)
- Doseg: 850 mi (739 nmi; 1.368 km) pri ekonomični hitrosti
- Hitrost vzpenjanja: 1.600 ft/min (8,1 m/s)